# ESO (motocicleta)
ESO fou la marca comercial de l'empresa txecoslovaca fabricant de motocicletes Národny Podmik, Divišov ("Empresa Nacional, Divisov"). Especialitzada en models de competició, l'empresa fou fundada per un pilot de motociclisme el 1949 a Divišov, districte de Benešov (a la Bohèmia Central) i tingué activitat fins al 1963, quan es va fusionar amb Jawa. ESO fabricava motocicletes de 250, 350 i 500 cc, principalment per a competicions de velocitat, motocròs, speedway i ice racing. Un cop es fusionà amb Jawa, aquest altre fabricant aprofità els cèlebres models de speedway d'ESO i, des d'aleshores, Jawa esdevingué la principal marca mundial d'aquest esport.
Durant el seu primer any d'existència, els motors d'ESO provenien de J.A.P., i a partir del 1950 l'empresa ja va fabricar el seu de propi, inicialment copiat del J.A.P. i després amb disseny propi. La firma va produir el 1959 un prototip de microcotxe, l'ESO-T-250, amb capacitat per a dues places, carrosseria de fibra de vidre i molts components de Jawa-CZ.
Un dels pilots d'ESO més coneguts al seu temps fou el txec Miloslav Souček, qui va ajudar a desenvolupar els models de motocròs de la marca i hi participà als Campionats d'Europa i del Món de 250 i 500cc entre les temporades de 1959 i 1962.